# Adesmus sexguttatus
Adesmus sexguttatus là một loài bọ cánh cứng trong họ Cerambycidae.